# Mogakolodi Ngele
Mogakolodi Ngele, né le 6 octobre 1990 à Gaborone, est un footballeur international botswanais. Il joue au poste d'attaquant avec Chippa United.

## Palmarès
- Coupe de Botswana : 2009
- Championnat d'Afrique du Sud : 2017